# Sachin Tendulkar
Sachin Ramesh Tendulkar (sinh ngày 24 tháng 4 năm 1973) là một cựu tuyển thủ cricket quốc tế người Ấn Độ và là cựu đội trưởng của đội tuyển cricket quốc gia Ấn Độ. Anh được coi là một trong những batsman vĩ đại nhất trong lịch sử môn cricket, ghi bàn nhiều nhất mọi thời đại trong môn cricket quốc tế. Tendulkar chơi cricket từ tuổi 11, lần đầu đấu test cricket vào ngày 15 tháng 11 năm 1989 với Pakistan tại thành phố Karachi ở tuổi 16, và tiếp tục đại diện cho tuyển Mumbai ở giải nội địa và cho tuyển quốc gia Ấn Độ ở giải quốc tế trong gần 24 năm. Anh là người chơi duy nhất hoàn thành hơn 30.000 bào vị trong môn cricket quốc tế. Biệt hiệu của anh là Little Master hoặc Master Blaster. Năm 2001, Sachin Tendulkar trở thành batsman đầu tiên hoàn thành 10.000 lần chạy ODI trong 259 hiệp. Vào năm 2002, ở vào giai đoạn giữa sự nghiệp, anh được Almanack của Wisden Cricketer xếp hạng là batsman test cricket vĩ đại thứ hai trong lịch sử, chỉ sau Don Bradman, đồng thời là batsman ODI vĩ đại thứ hai mọi thời đại, chỉ sau Viv Richards. Tendulkar đã cùng đội tuyển Ấn Độ vô địch World Cup cricket năm 2011, và đây là chiến thắng đầu tiên của anh trong sáu lần cùng Ấn Độ ra sân tại đấu trường World Cup. Trước đó, anh đã được vinh danh "Người chơi của giải" tại World Cup 2003 tổ chức tại Nam Phi. Năm 2013, anh là người Ấn Độ duy nhất chơi cricket tại Test World XI nhân kỷ niệm 150 năm Almanack của Wisden Cricketer.
Năm 2010, tạp chí Time đã đưa Sachin vào danh sách Time 100 "100 người có tầm ảnh hưởng nhất thế giới". Tháng 12 năm 2012, Tendulkar tuyên bố giải nghệ ODI. Trước đó, anh đã giải nghệ cricket Twenty20 từ hồi tháng 10 năm 2013. Anh ngừng tham gia tất cả các hình thức cricket kể từ ngày 16 tháng 11 năm 2013 sau khi chơi xong trận test cricket thứ 200 trong sự nghiệp với đối thủ là Đội tuyển cricket Tây Ấn tại Sân vận động Wankhede ở Mumbai. Tính cả sự nghiệp thể thao, Tendulkar đã chơi tổng cộng 664 trận cricket quốc tế và ghi được 34.357 lượt chạy.